# 白水站
白水站是位于四川省广元市旺苍县白水镇的一个铁路车站，邮政编码628201。车站建于1965年，有广巴铁路经过该站，现仅办货运业务，不办理客运业务。车站距离广元南站38公里，隶属成都铁路局，是四等站。